# میوشی ناگایاسو
میوشی ناگایاسو (به ژاپنی: 三好 長逸) سامورایی و از ملازمان خاندان میوشی، اهل ژاپن بود. وی یکی از سه نفری بود که به عنوان سه ژنرال میوشی شناخته می‌شوند.